# Abbaye de Belle-Étoile
L'abbaye de Belle-Étoile est une ancienne abbaye de l'ordre des Prémontrés située sur la commune de Cerisy-Belle-Étoile, dans le département français de l'Orne, en France.
L'édifice est inscrit au titre des monuments historiques en 1926 (vestiges), 1974 (grange aux dîmes) et 1986 (façades et toitures, y compris la charpente, ainsi que les deux cheminées en granite de la métairie des Salles-de-Bas).

## Historique

### Fondation
En 1216, quelques ermites de l'abbaye de Lonlay vivaient sur le mont de Cerisy quand Henri de Beaufou et son épouse Édicie de Romilly fondèrent l'abbaye Notre-Dame dans le vallon de Belle-Étoile. C'était au début un établissement modeste dans le giron de l'abbaye de La Lucerne, mais dans la première moitié du XIIIe siècle, il reçut des donations de la noblesse locale : Ruault, de Calligny, de Bordel, de Samoy et surtout de Mathilde de La Lande, veuve de Raoul Tesson, qui apporta au monastère tout ce qu'elle possédait à Chanu et sera à l'origine du prieuré-cure, établissement économique secondaire. Trente ans après sa création, l'abbaye était correctement pourvue en terres, dîmes et rentes seigneuriales.

### Les abbés

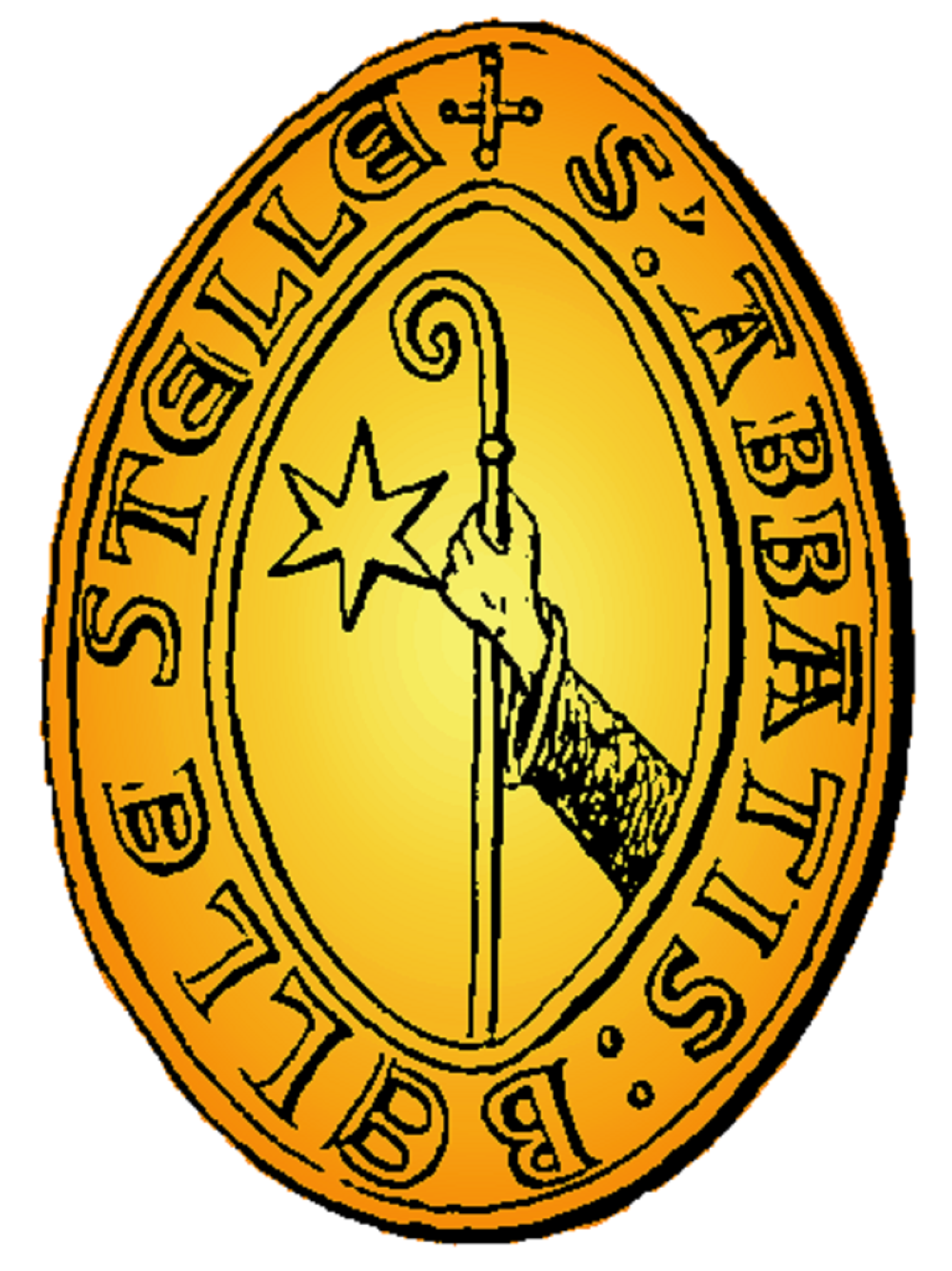

En 1216, le premier des abbés réguliers Jean de Monufray descend de l'ermitage du mont de Cerisy dans le vallon de Belle-Étoile. Pendant l'occupation anglaise (1417-1450), Robert Chaulier, Richard Loyson et Michel Baouste sont fidèles au roi anglais. Jean Hubert (1435-1475) fait construire la grange dîmeresse, Thomas Chancerel (1498-1515) commence vers 1501 la construction du cloître que termine Jean Leprince dernier abbé élu, Jacques d'Harcourt est le premier abbé commendataire. En 1562 et 1563, pendant les guerres de Religion, Philippe de La Grainerie subit le saccage de l'abbaye. Il est chassé après s'être engagé dans la Ligue. Le roi nomme un calviniste, Jacques de Crux, qui s'installe dans le cloître avec soldats, chevaux et chiens, entre en conflit avec le Prieur. Sous Pierre de Roussel, les religieux adoptent la réforme de Lorraine. Pierre de Villelongue (1696-1728) construit un nouveau logis abbatial indépendant des bâtiments claustraux. L'abbé de Lestrade (1784-1790) et une dizaine de religieux de l'ordre fondé par saint Norbert de Xanten sont les derniers occupants et voient les biens du monastère vendus comme biens nationaux en 1791. Les bâtiments abbatiaux furent en grande partie démolis et leurs matériaux utilisés pour les constructions d'alentour. L'église fut détruite, les objets d'art qui l'ornaient et son ameublement se trouvèrent dispersés ; les églises de Notre-Dame de Tinchebray et de Cerisy possèdent quelques dépouilles de Belle-Étoile.
L'abbaye connaît trois statuts. De sa fondation à 1540, la communauté monastique de recrutement local élit son abbé et entretient des liens avec l'abbaye de la Lucerne. La mise en commende lui impose un abbé grand seigneur, distant, soucieux de son bénéfice ecclésiastique et renforce les pouvoirs du prieur. Avec la Réforme de Lorraine, les religieux ne sont plus les Prémontrés de Belle-Étoile mais les Prémontrés de Normandie passant d'une abbaye à l'autre, perdant leur enracinement local et leur influence.

### Les bâtiments claustraux

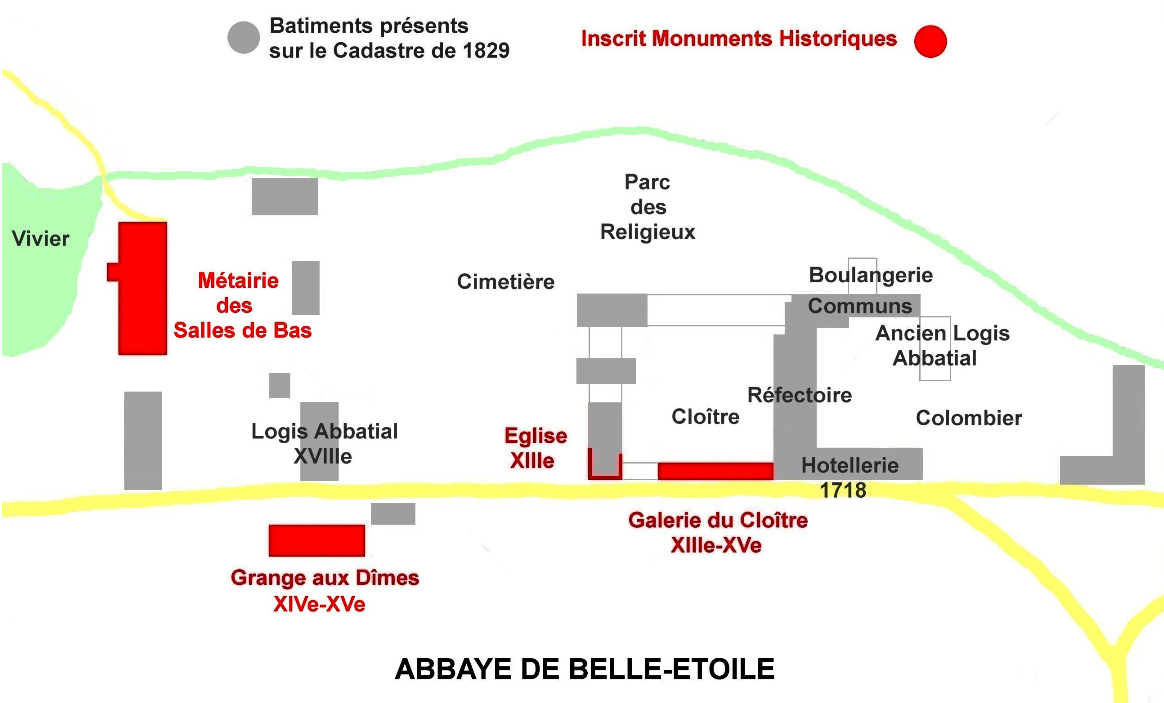

Aujourd'hui, pour comprendre l'organisation de l'abbaye, il nous reste les vestiges de l'église du XIIIe siècle, le cloître reconstruit au XVe, la grange aux dîmes, la métairie des salles de bas et l'hôtellerie de 1713. Une vue ancienne, le cadastre de 1829 et des fouilles permettent de constater que Belle-Étoile reprend le plan classique des abbayes. Elle est située entre le chemin de Cerisy et un ruisseau alimentant un vivier. Au sud de l'église, on trouve le cloître avec ses dortoirs, salle capitulaire, réfectoire, boulangerie, logis abbatial et chapelle, hôtellerie, colombier. Au nord et volontairement séparé de l'abbaye, le logis abbatial construit au XVIIIe siècle par les abbés commendataires. La grange aux dîmes et les métairies complètent l'ensemble.
Une pietà et le centre du retable sont visibles dans l'église de Cerisy-Belle-Étoile, une statue de sainte Véronique et les stalles sont conservées dans l'église des Montiers à Tinchebray. Un tableau d'autel a été classé à titre d'objet aux Monuments historiques en mai 2003.
En 2022, l'abbaye est mise en vente au prix de 500 000 €.

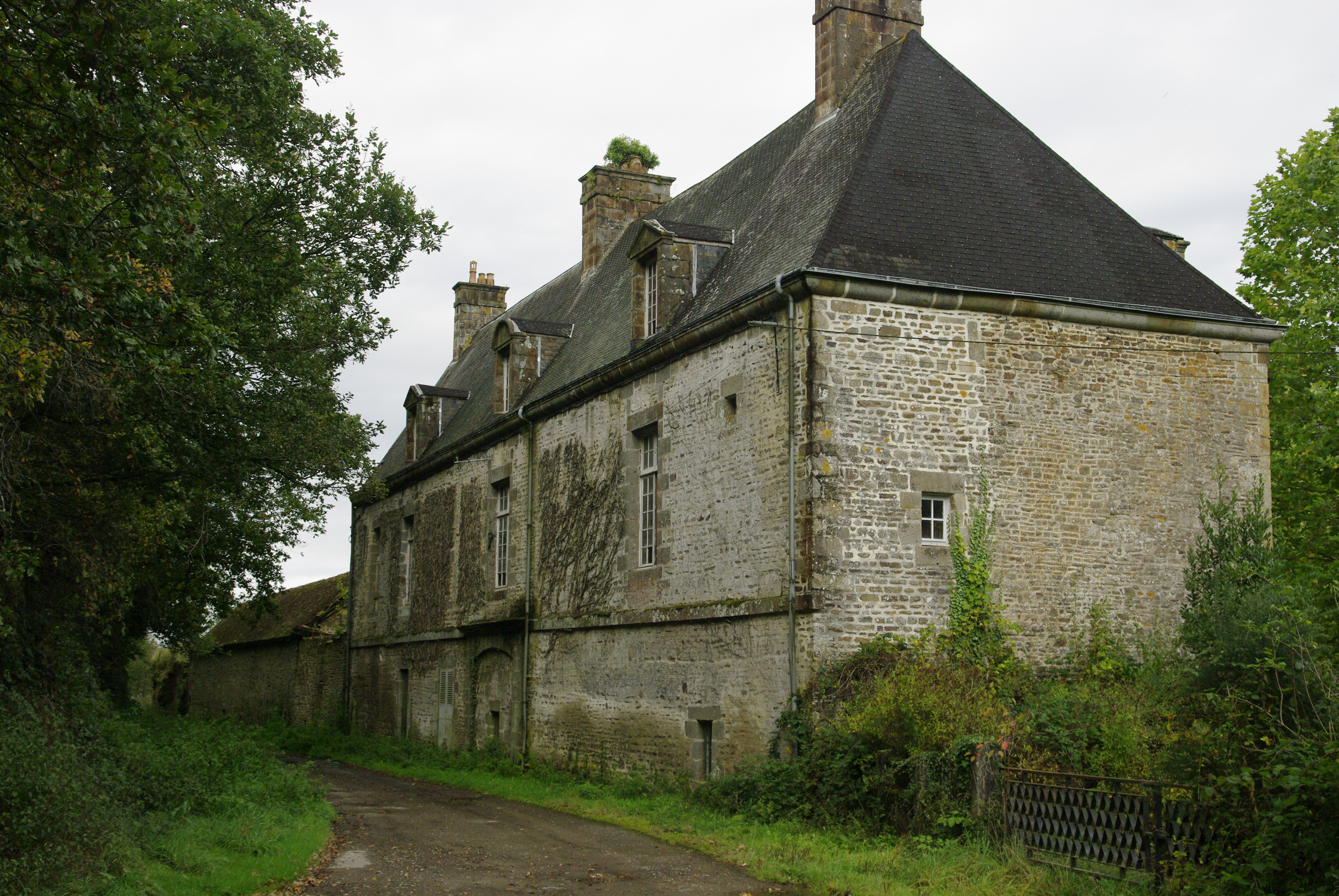
L'hôtellerie côté route.
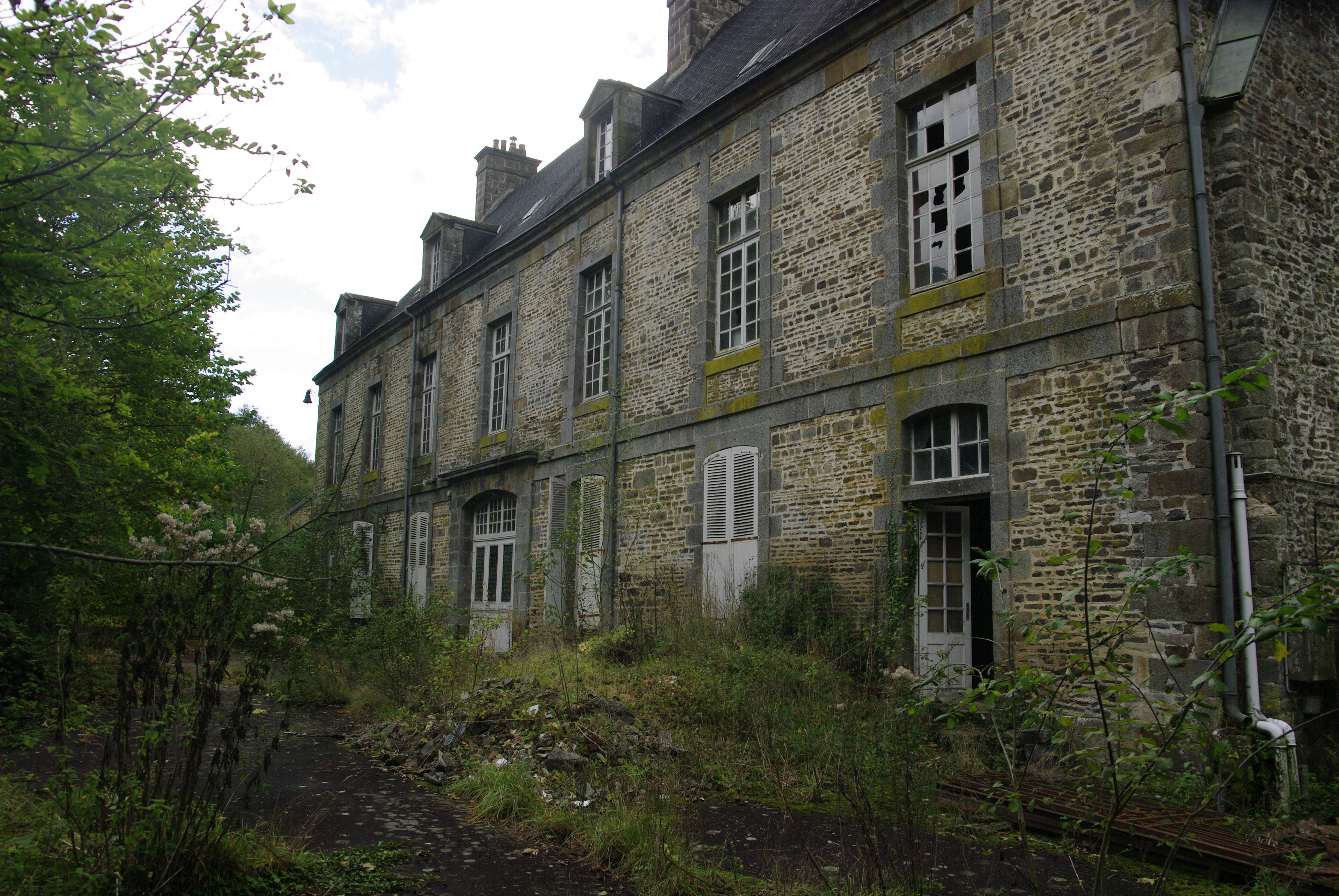
L'hôtellerie.
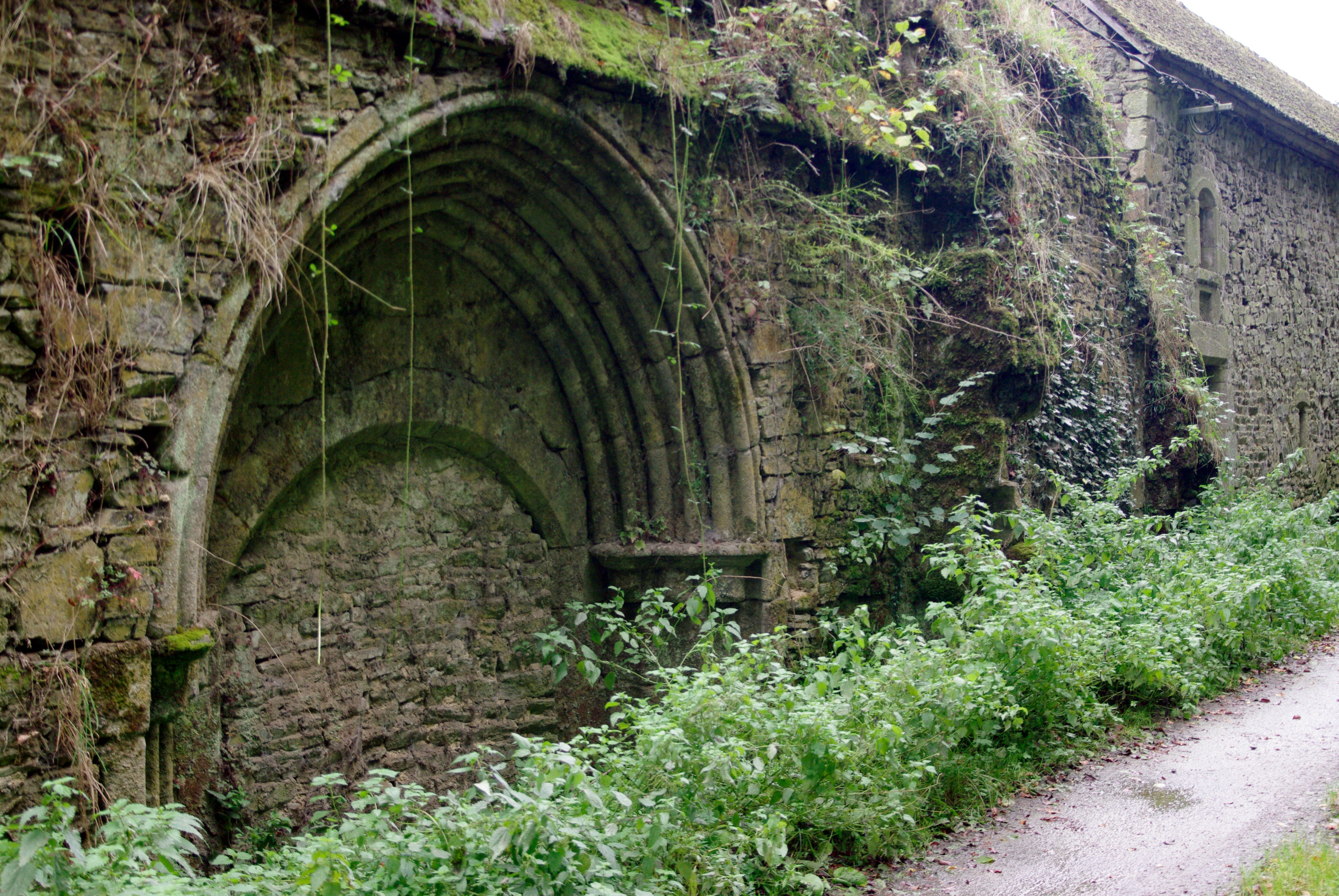
Portail d'entrée de l'église.
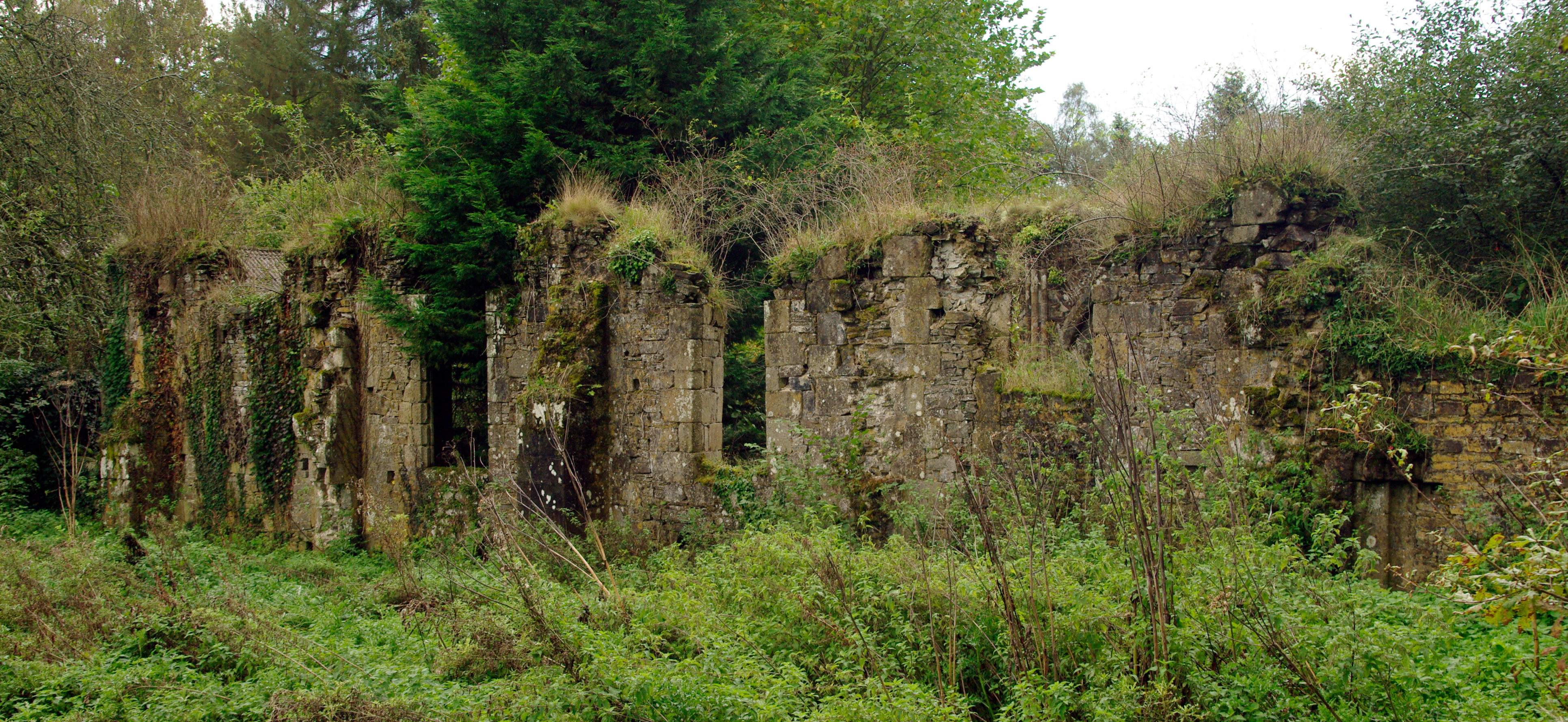
Vestiges du mur extérieur de l'église.

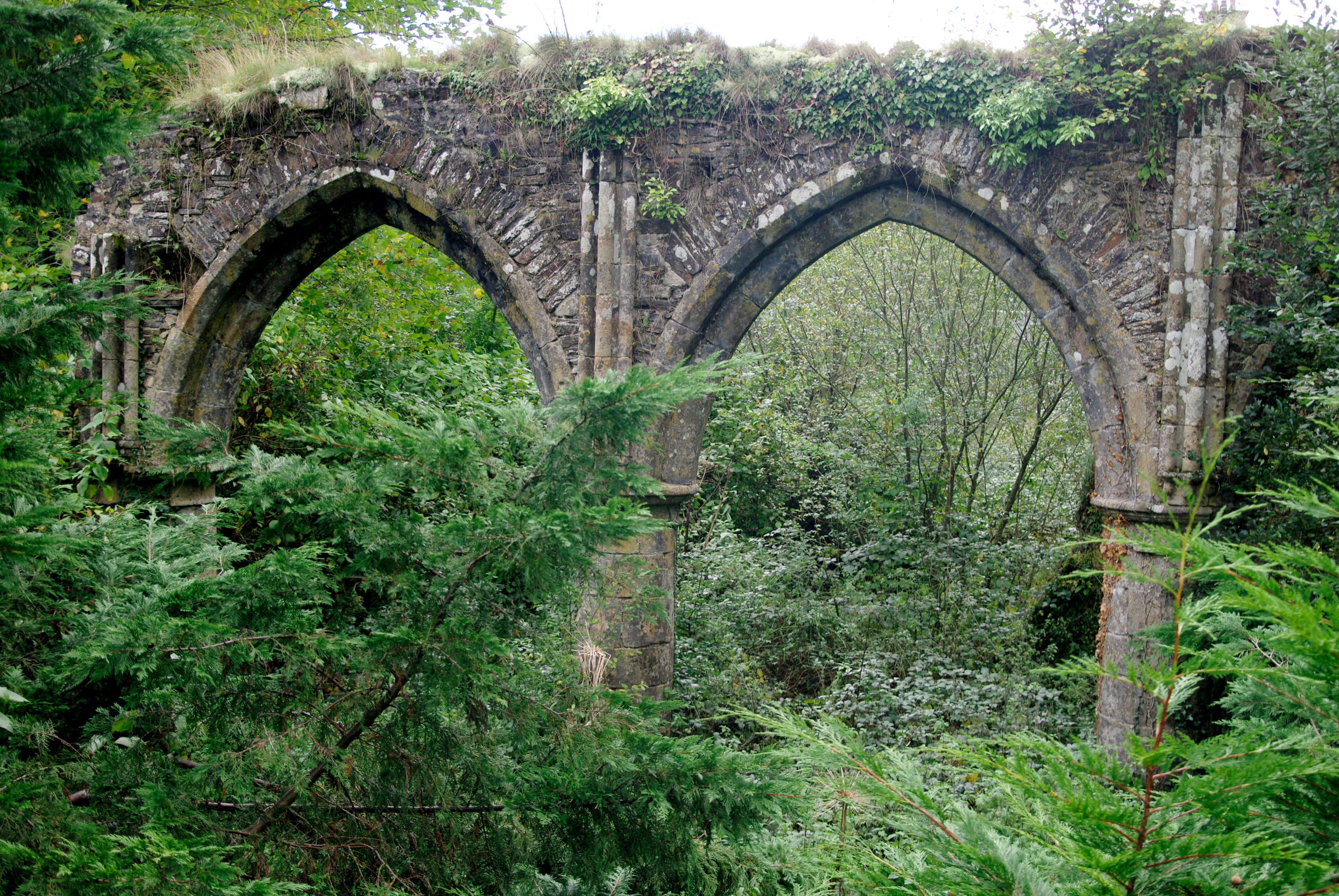
Arches gothiques de l'intérieur de l'église.
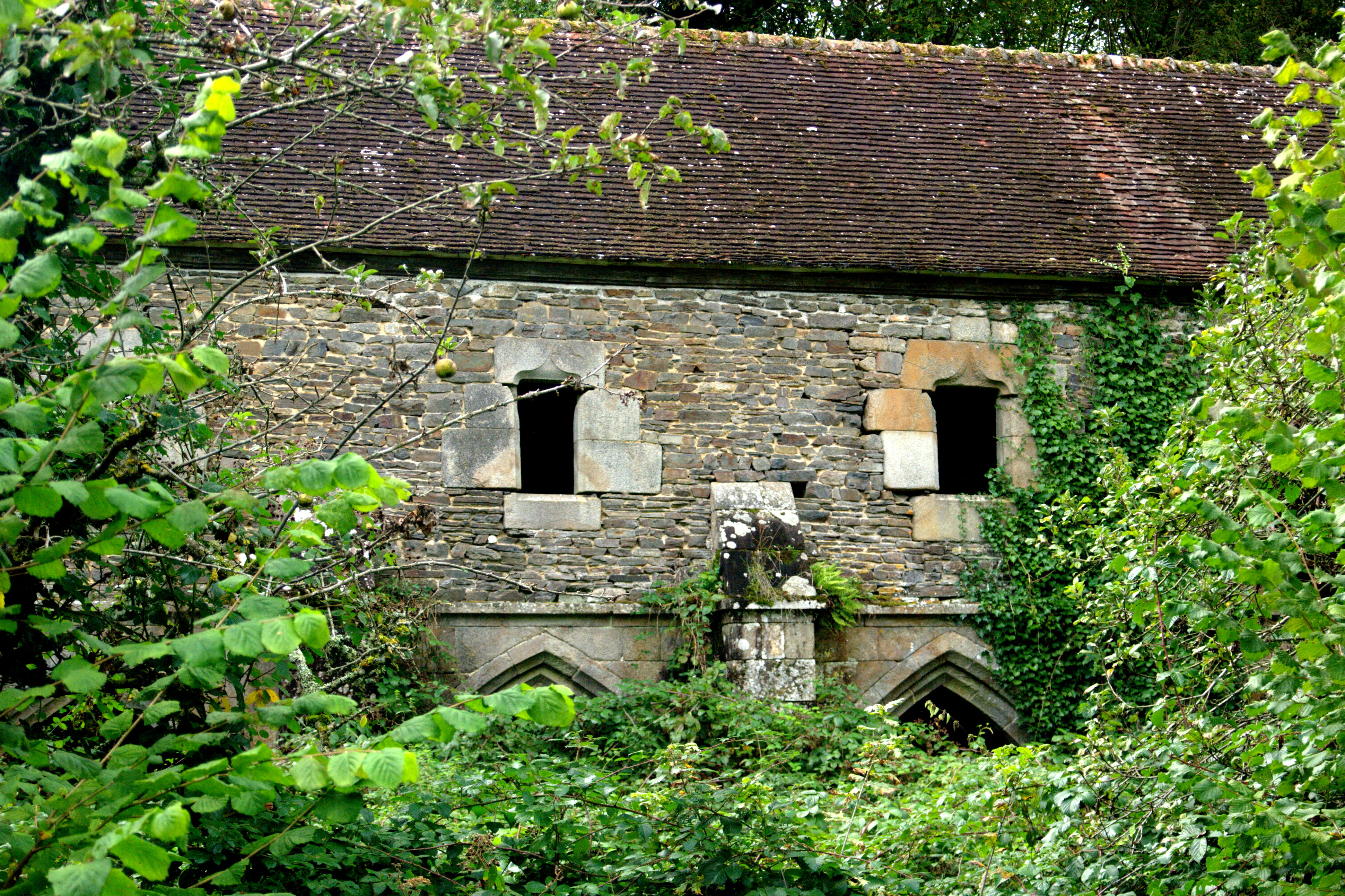
Partie supérieure du cloître.
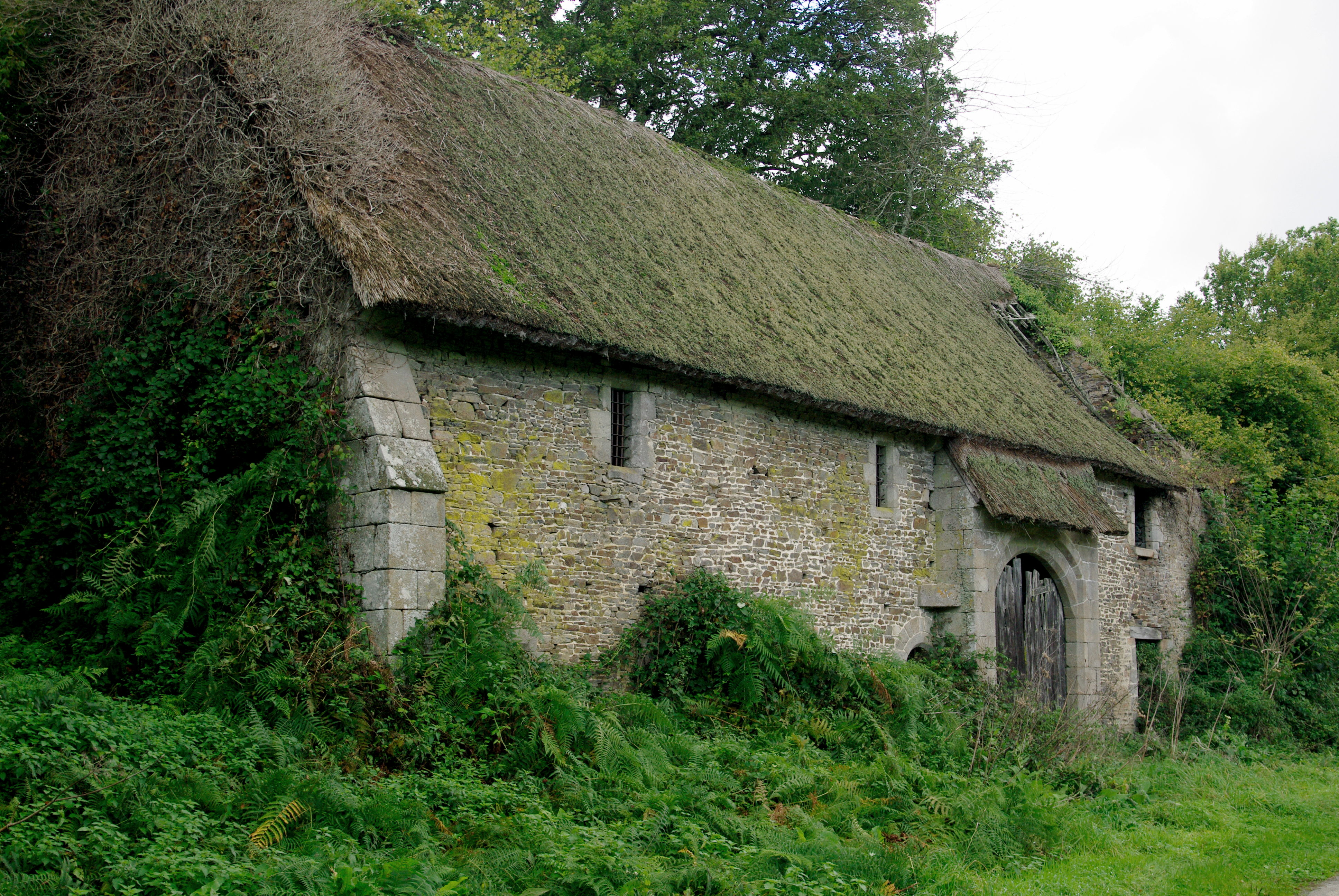
La grange dîmière.
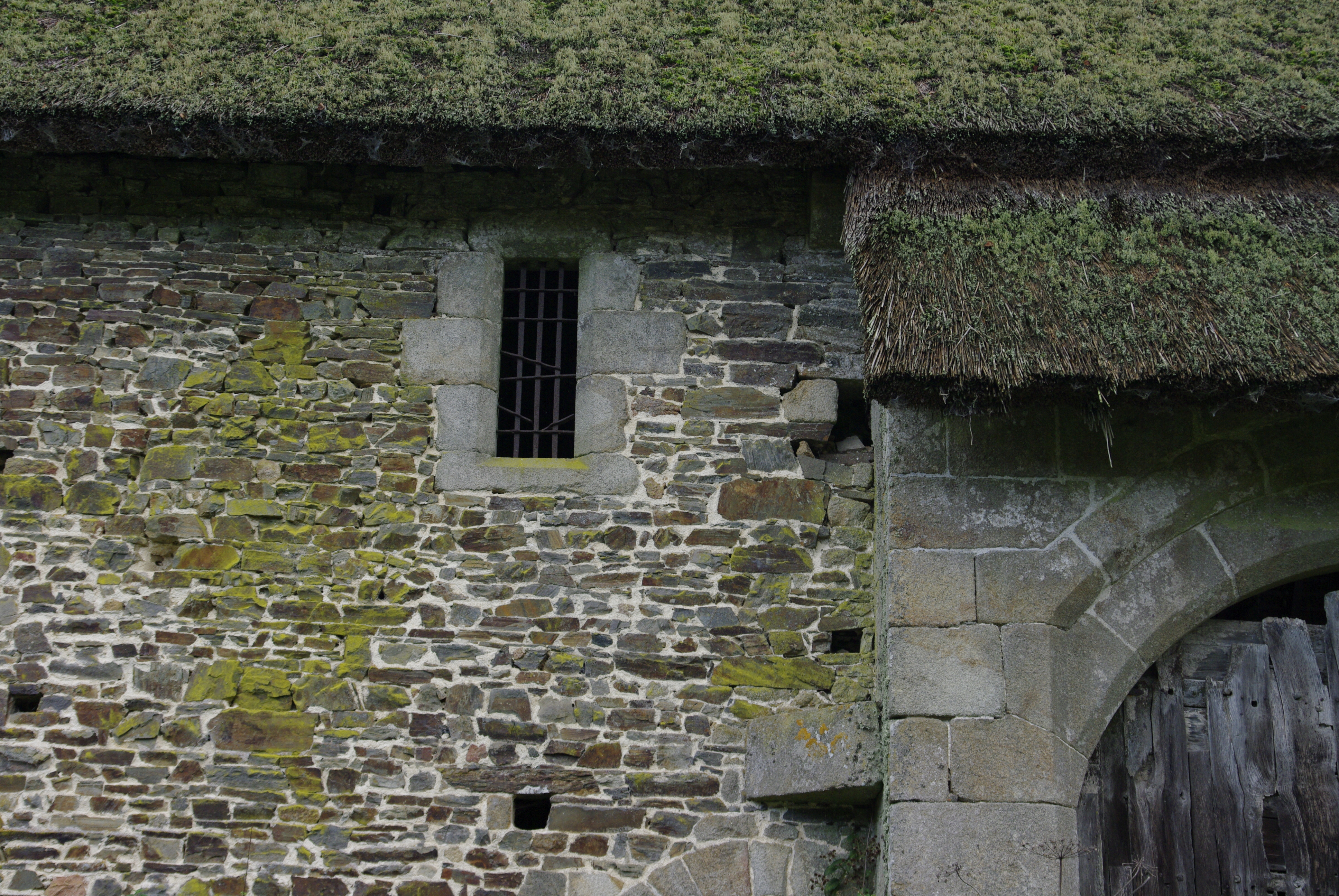
Détail de la grange aux dîmes.
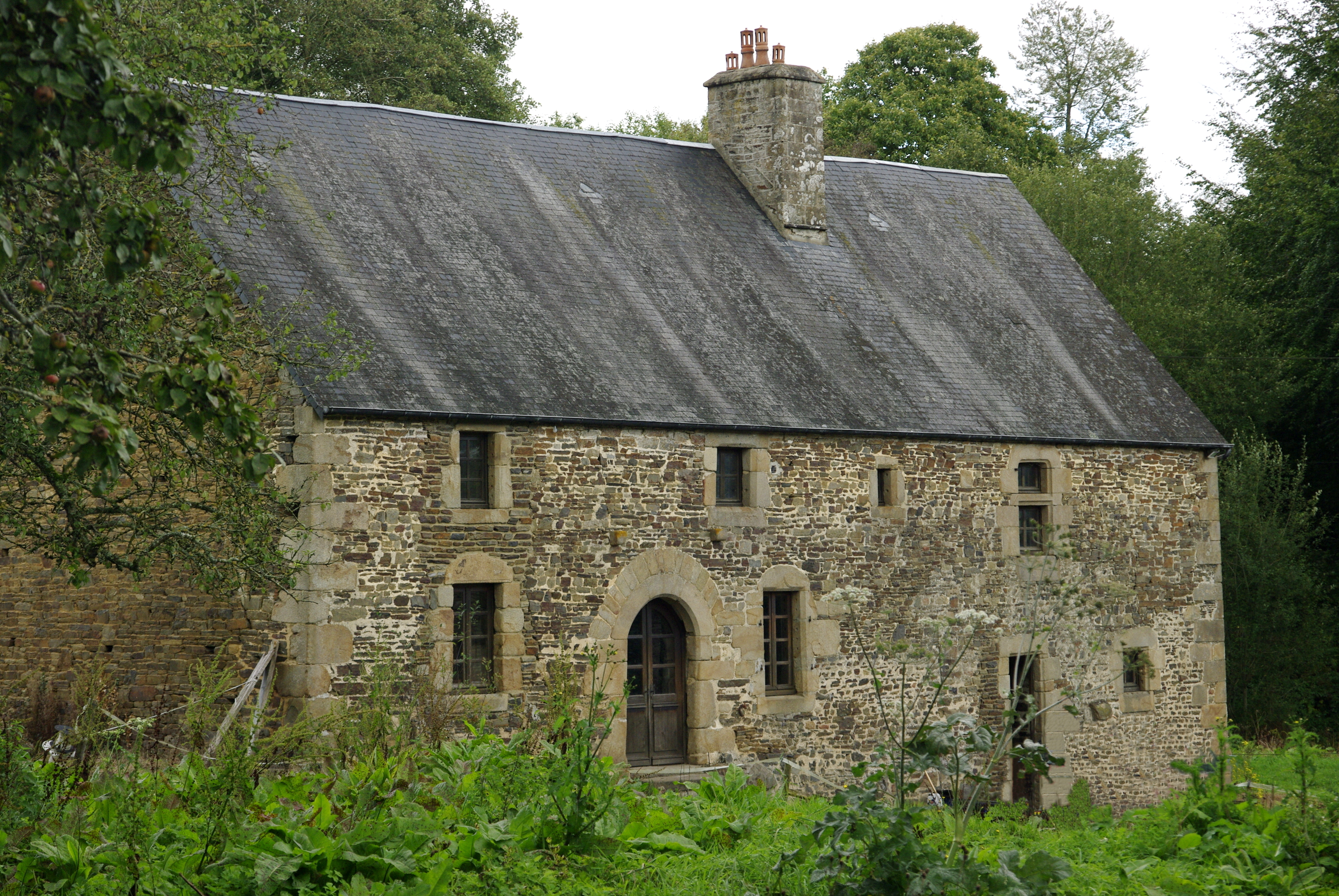
Métairie des salles de bas.

### La fonction pastorale
Les religieux de Belle-Étoile sont des chanoines qui suivent la Règle de saint Augustin et ont charge d'âmes. Ils ouvrent leur abbaye pour les grandes cérémonies de l'ordre et aux fidèles des hameaux voisins. Ils ont reçu les chapelles du mont de Cerisy-Belle-Étoile et Saint-Maur de Vire, les églises de Chanu et de La Chapelle-Engerbold dans le diocèse de Bayeux, du Mesnil-Villeman et de Saint-Vigor-des-Monts dans le diocèse de Coutances, Bellefontaine dans celui d'Avranches, La Chapelle-Bayvel, Brocottes, Repentigny et Asnières dans l'évêché de Lisieux.

### Le temporel
Pour permettre aux chanoines d'accomplir le service de Dieu et de prier pour le repos de leurs âmes, les donateurs ont pourvu l'abbaye d'un important patrimoine et les abbés ont pendant six siècles acheté et vendu des terres et des rentes, agissant comme un établissement de crédit.
Le temporel est composé de fiefs nobles, terres en roture, fermes, maisons, domaines réservé et forestier, étangs et viviers, moulins et fours, dîmes, droits commerciaux sur une foire à Cerisy et rentes diverses.
Fiefs nobles : baronnie de Cerisy avec ses fiefs de Cerisy (quarante masures), du mont Boterel (vingt-et-une masures), de la Maltotière (quatre masures) et de Noiers (sept masures). La seigneurie de Chanu avec une trentaine de masures est une vavassorie de la baronnie de la Lande-Patry donnée aux religieux. Une masure est un ensemble de maisons, granges, étables, cours, courtils, jardins à herbes et à arbres, terres labourables, prés, clos à chennevière (chanvre), fontaines et mares d'une surface de quelques arpents à plus de soixante hectares. Elle est représentée devant le seigneur par un aîné qui avoue tenir par foi et hommage, pour lui et ses puinés, une masure. Il doit donner quelques livres, des gélines et des œufs, moudre ses grains au moulin, servir de prévôt et obéir aux gages pleiges (assemblée d'habitants de la seigneurie). Ces fiefs rapportent peu mais montre la soumission des tenants au seigneur.
Les fermes de Cerisy-Belle-Etoile : le Bourg, le Mont, la Maltotière, la Malière, les Salles de bas, la Jouvelière, les Salles de Haut, de la Bazoque : la Bullerie, de Landisacq: la Flaudière et le Val rapportent un tiers des recettes et un autre tiers pour les dîmes de Berjou, Bernières-le-Patry, Caligny, Flers (Montagnou et la Pommeraie), Maltot, le Mesnil-Villeman, Moncy, Rully, Saint-Georges-des-Groseillers et Vassy. L'Abbaye possède deux moulins à blé et deux fouleurs à Cerisy-Belle-Etoile, ceux de Chanu et de  Saint-Pierre-d'Entremont. Les 250 arpents des bois du Mont de Cerisy fournissent le charbon de bois et surtout le bois d'œuvre, on y pratique le panage et le pacage et il est d'un rapport exceptionnel quand le Roi autorise une coupe pour la restauration des bâtiments.
Pour défendre ses droits contre ceux qui contestent des donations mal assurées, revendiquent bénéfices, dîmes et patronages, l'abbaye engage de longs procès et trouve des accords. Elle protège ses titres et reconstitue ceux qui sont volés et détruits.

### Héraldique
| Blason | Blasonnement : Parti au 1er d'azur à un lion d'or lampassé et armé de gueules et regardant une étoile d'or posée au canton dextre du chef, au 2e aussi d'azur à une vierge de carnation tenant son enfant Jésus de même, l'un et l'autre vêtus d'or et entourés de 10 étoiles de même posées en orles. Commentaires : Ce blason reprend celui des fondateurs, les Beaufou, associé au sceau de l'abbaye. |

Le sceau de Guillaume, abbé de Belle-Étoile en 1252 : Une main tenant une crosse avec une étoile et celui de Jehan Gallier, abbé de 1480 à 1496 : une crosse et au centre des initiales J*G une étoile à six branches.

### Archives
Les archives départementales de l'Orne conservent une très belle série d'aveux des familles de Cerisy-Belle-Étoile depuis 1332 : Lemonnier, Martin, Saillard, Dupont, Compagnon, Veniard, Lebrun… et Chanu depuis 1326 : Planson, Hardouin, de Larchamp, Leprince, Chancerel, Huet… Elles permettent de mieux connaître les conditions d'existence, les ressources, la vie quotidienne, les préoccupations et les rapports des paroissiens et des nobles avec l'abbaye.